# 卢万河畔圣科隆布
卢万河畔圣科隆布（法語：Sainte-Colombe-sur-Loing，法語發音：[sɛ̃t kɔlɔ̃b syʁ lwɛ̃]）是法国勃艮第-弗朗什-孔泰大区约讷省的一个旧市镇，位于该省西南部，属于欧塞尔区。2019年1月1日，卢万河畔圣科隆布与市镇特雷尼合并为新市镇特雷尼-佩勒斯-圣科隆布。

## 地理
卢万河畔圣科隆布（47°34'11"N, 3°14'4"E）面积14.76 平方千米，位于法国勃艮第-弗朗什-孔泰大區约讷省，该省份为法国中北部内陆省份，西接卢瓦雷省，西北接塞纳-马恩省，南至涅夫勒省，东临科多尔省，东北与奥布省接壤。
与卢万河畔圣科隆布接壤的市镇（或旧市镇、城区）包括：蒂里、兰塞克、皮赛地区穆捷、皮赛地区圣、特雷尼。
卢万河畔圣科隆布的时区为UTC+01:00、UTC+02:00（夏令时）。

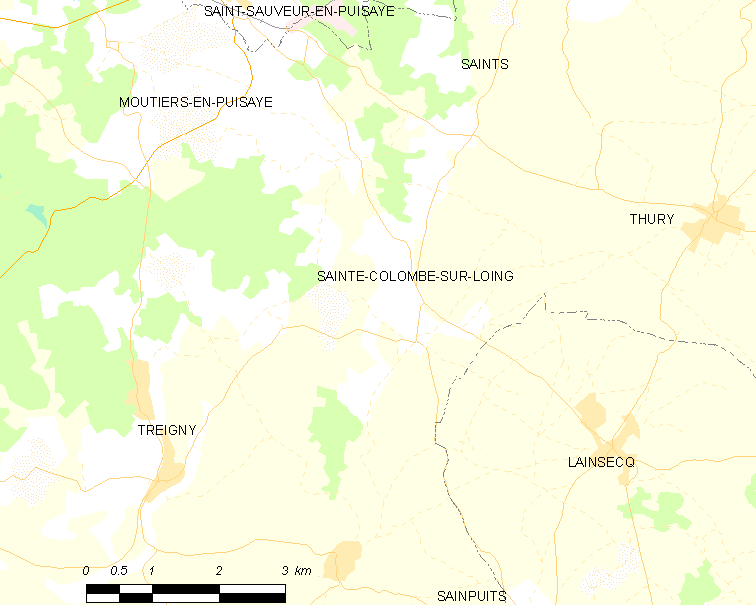
卢万河畔圣科隆布的OSM定位图

## 行政
卢万河畔圣科隆布的邮政编码为89520，INSEE市镇编码为89340。

## 政治
卢万河畔圣科隆布所属的省级选区为万塞勒县。

## 人口

1962-2008年间卢万河畔圣科隆布人口变化图示

卢万河畔圣科隆布于2018年1月1日时的人口数量为201人。